# Lophoruza molybdosticha
Lophoruza molybdosticha là một loài bướm đêm trong họ Noctuidae.